# Go (Pat Benatar)
Go è l'undicesimo album discografico in studio della cantante statunitense Pat Benatar, pubblicato nel 2003.

## Tracce
Tutte le canzoni sono di Pat Benatar e Neil Giraldo, tranne dove indicato.
1. Go - 3:54
2. Brave - 4:33
3. I Won't - 4:43
4. Have It All - 4:31
5. Sorry (Benatar, Giraldo, Paul Rafferty) - 5:28
6. Please Don't Leave Me - 5:26
7. Girl (Giraldo, Holly Knight) - 4:51
8. Out of the Ruins - 2:47
9. In My Dreams - 5:52
10. Tell Me - 4:44
11. Brokenhearted - 5:45
12. Christmas in America - 4:03 (hidden track)